# Calcio Foggia 1920 Società Sportiva Dilettantistica 2019-2020
Questa voce raccoglie le informazioni riguardanti il Calcio Foggia 1920 SSD nelle competizioni ufficiali della stagione 2019-2020.

## Stagione
Nell'anno del centenario, il Foggia riparte dalla Serie D.
Il 25 luglio 2019, sulla base dell'articolo 52 comma 10 delle NOIF, il Comune di Foggia assegna con un bando pubblico, la tradizione sportiva alla neonata "Calcio Foggia 1920 Società Sportiva Dilettantistica", ereditando la tradizione sportiva cittadina.
La nuova società è diretta dall'imprenditore sardo Roberto Felleca e dalla Dott.ssa Maria Assunta Pintus, la panchina viene assegnata ad Amantino Mancini, che però rassegna le dimissioni dopo la prima giornata di campionato, lasciando il posto a Ninni Corda. A causa della pandemia di COVID-19, la stagione è stata interrotta con 8 giornate d'anticipo, conseguentemente alle disposizioni della FIGC.
Il 20 maggio 2020 la stessa FIGC determina l'interruzione definitiva del campionato, mentre l'8 giugno seguente decreta la promozione in Serie C delle prime classificate dei nove gironi e la retrocessione in Eccellenza delle ultime quattro classificate.
Il Foggia viene promosso d'ufficio in sostituzione del Bitonto, a cui è stata revocata a causa di una combine con l'AZ Picerno risalente al campionato di Serie D 2018-2019.

## Divise e sponsor
Lo sponsor tecnico per la stagione 2019-2020 è la Macron.
Il modello scelto per la prima maglia è Trevor, mentre per la seconda Nunki, con rifiniture colorate rosso e nere sul petto e alla base della maglia, ed il collo a polo.
La terza maglia, sul modello Alhena, spicca per la particolarità del colore giallo e il design effetto gessato embossato tono su tono. Completano l'insieme il girocollo e l'inserto fondo maglia in maglieria.
Il 12 maggio 2020 è stata presentata la maglia del centenario, che richiama la prima stagione ufficiale del Foggia del 1923. Sono stati reinseriti anche i laccetti bianchi. Sul retro, alla base del colletto, la scritta 'Foggia 12 maggio 1920'
La maglia richiama la prima stagione ufficiale del Foggia del 1923. Sono stati reinseriti anche i laccetti bianchi. Sul retro, alla base del colletto, la scritta 'Foggia 12 maggio 1920' 
| Casa | Trasferta | Terza divisa | Maglia del Centenario |

## Organigramma societario
Area direttiva
- Presidente: Roberto Felleca
- Vice presidente: PierGiorgio Eronia
- Amministratore delegato: Davide Pelusi
- Direttore Finanziario: Enrico Maria Garau
- Direttore operativo: Edoardo Chighine
- Club Manager: Simone Pillisio
- Presidente Calcio Foggia Women: Maria Assunta Pintus

Area organizzativa
- Segretario generale: Giuseppe Severo
- Team manager: Diego Valente

Area comunicazione
- Responsabile: Mario Ciampi

Area marketing
- Ufficio marketing: Alessandro Quoiani

Area tecnica
- Direttore sportivo: Riccardo Di Bari
- Allenatore: Ninni Corda
- Allenatore in seconda: Roberto Cau
- Preparatore atletico: Lidio Melis
- Preparatore dei portieri: Fabrizio Carafa

Area sanitaria
- Responsabile: Antonio Macchiarola
- Medici sociali: Lucio Cinquesanti
- Fisioterapista/Massaggiatore: Francesco Smargiassi, Michele Rabbaglietti, Alessandro Schena

## Rosa
| N. |                   | Ruolo | Calciatore              |
| -- | ----------------- | ----- | ----------------------- |
| 1  | Italia (bandiera) | P     | Ermanno Fumagalli       |
| 2  | Italia (bandiera) | D     | Marco Loschiavo         |
| 3  | Grecia (bandiera) | C     | Chrīstos Kourfalidīs    |
| 4  | Italia (bandiera) | C     | Filippo Gemmi           |
| 5  | Italia (bandiera) | D     | Cristian Anelli         |
| 6  | Italia (bandiera) | D     | Giordano Maccarrone     |
| 7  | Italia (bandiera) | C     | Christian Notaristefano |
| 7  | Italia (bandiera) | C     | Gianmarco Alba          |
| 8  | Italia (bandiera) | C     | Federico Gentile        |
| 9  | Italia (bandiera) | A     | Pasquale Iadaresta      |
| 9  | Italia (bandiera) | A     | Badr El Ouazni          |
| 10 | Italia (bandiera) | C     | Andrea Cittadino        |
| 11 | Italia (bandiera) | A     | Francesco Russo         |
| 12 | Italia (bandiera) | P     | Davide Di Stasio        |
| 13 | Italia (bandiera) | D     | Francesco Viscomi       |
| 14 | Italia (bandiera) | A     | Loris Tortori           |
| 16 | Italia (bandiera) | C     | Matteo Gerbaudo         |
| 17 | Italia (bandiera) | C     | Stefano Salvi           |
| 18 | Italia (bandiera) | A     | Diego Allegretti        |

| N. |                     | Ruolo | Calciatore          |
| -- | ------------------- | ----- | ------------------- |
| 19 | Italia (bandiera)   | A     | Giuseppe Tedesco    |
| 21 | Italia (bandiera)   | D     | Alessio Pertosa     |
| 22 | Italia (bandiera)   | P     | Samuele Guddo       |
| 27 | Marocco (bandiera)  | C     | Youssef Sadek       |
| 29 | Italia (bandiera)   | C     | Francesco Campagna  |
| 30 | Italia (bandiera)   | C     | Giuseppe Di Salvo   |
| 31 | Italia (bandiera)   | D     | Emmanuele Salines   |
| 32 | Italia (bandiera)   | C     | Giuseppe Staiano    |
| 35 | Italia (bandiera)   | C     | Manlio Di Masi      |
| 38 | Italia (bandiera)   | D     | Roberto Di Jenno    |
| 47 | Senegal (bandiera)  | C     | Mbaba Ndiaye        |
| 55 | Italia (bandiera)   | D     | Ciro Cipolletta     |
| 65 | Italia (bandiera)   | C     | Simone Buono        |
| 66 | Italia (bandiera)   | D     | Andrea Cadili       |
| 67 | Italia (bandiera)   | A     | Gabriele Gibilterra |
| 69 | Italia (bandiera)   | D     | Domenico Strumbo    |
| 70 | Italia (bandiera)   | P     | Rosario Rizzitano   |
| 72 | Italia (bandiera)   | A     | Daniele Cannas      |
| 97 | Svizzera (bandiera) | D     | Samuel Delli Carri  |

## Risultati

### Serie D

#### Girone di andata
| Arbitro: | Vingo (Pisa) |

|             |           |  |
| Corvino 76’ | Marcatori |  |

| Arbitro: | Barbiero (Campobasso) |

|                           |           |  |
| Iadaresta 75’ Gentile 90’ | Marcatori |  |

| Arbitro: | Madonia (Palermo) |

|  |           |                                |
|  | Marcatori | 27’ (rig.) Gentile 81’ Tortori |

| Arbitro: | De Angeli (Milano) |

|                                    |           |                      |
| Anelli 35’, 72’ Gentile 82’ (rig.) | Marcatori | 3’, 17’, 42’ Santoro |

| Arbitro: | Turrini (Firenze) |

|  |           |              |
|  | Marcatori | 70’ Campagna |

| Arbitro: | Calzavara (Varese) |

|               |           |  |
| Tortori 90+5’ | Marcatori |  |

| Arbitro: | Crezzini (Siena) |

|            |           |               |
| Ancora 71’ | Marcatori | 56’ Iadaresta |

| Arbitro: | Gianquinto (Parma) |

|               |           |             |
| Iadaresta 78’ | Marcatori | 85’ Mattera |

| Arbitro: | Sfira (Pordenone) |

|  |           |               |
|  | Marcatori | 15’ Cittadino |

| Arbitro: | Bozzetto (Bergamo) |

|             |           |  |
| Staiano 55’ | Marcatori |  |

| Arbitro: | Ubaldi (Roma 1) |

|  |           |                                 |
|  | Marcatori | 10’ (rig.) Herrera 14’ Gargiulo |

| Arbitro: | Taricone (Perugia) |

|             |           |                           |
| Nannola 45’ | Marcatori | 43’ Gentile 78’ Cittadino |

| Arbitro: | Grasso (Ariano Irpino) |

|                    |           |  |
| Gentile 11’ (rig.) | Marcatori |  |

| Bitonto 1º dicembre 2019, ore 14:30 CET 14ª giornata | Bitonto        | 0 – 0 | Foggia | Stadio Città degli Ulivi (2 500 spett.)\| Arbitro: \| Perri (Roma 1) \| |
| Arbitro:                                             | Perri (Roma 1) |       |        |                                                                         |

| Arbitro: | Rinaldi (Bassano del Grappa) |

|                                    |           |  |
| Staiano 10’ Cadili 31’ Russo 45+1’ | Marcatori |  |

| Arbitro: | Milone (Taurianova) |

|  |           |                        |
|  | Marcatori | 45+4’ (rig.) Cittadino |

| Arbitro: | Di Cicco (Lanciano) |

|                                               |           |               |
| Tortori 36’ Gerbaudo 39’ Cittadino 66’ (rig.) | Marcatori | 22’ Del Sorbo |

#### Girone di ritorno
| Arbitro: | Di Francesco (Ostia) |

|                              |           |               |
| Cipolletta 19’ Gentile 90+3’ | Marcatori | 67’, 81’ Díaz |

| Agropoli 12 gennaio 2020, ore 14:30 CET 19ª giornata | Agropoli          | 0 – 0 | Foggia | Stadio Pino Zaccheria (4 000 spett.)\| Arbitro: \| Cutrufo (Catania) \| |
| Arbitro:                                             | Cutrufo (Catania) |       |        |                                                                         |

| Arbitro: | Sicurello (Seregno) |

|                                      |           |  |
| Cittadino 49’ (rig.) Kourfalidīs 85’ | Marcatori |  |

| Arbitro: | Ancora (Roma 1) |

|                 |           |  |
| Ficara 40’, 71’ | Marcatori |  |

| Arbitro: | Crezzini (Siena) |

|                   |           |             |
| Gerbaudo 15’, 58’ | Marcatori | 53’ Sansone |

| Arbitro: | Perri (Roma 1) |

|  |           |               |
|  | Marcatori | 12’ El Ouazni |

| Arbitro: | Tesi (Lucca) |

|                    |           |  |
| Gentile 45’ (rig.) | Marcatori |  |

| Arbitro: | Madonia (Palermo) |

|             |           |  |
| Favetta 78’ | Marcatori |  |

| Arbitro: | Taricone (Perugia) |

|                           |           |  |
| Gibilterra 3’ Tortori 65’ | Marcatori |  |

| Marsicovetere 8 marzo 2020 27ª giornata | Grumentum Val d'Agri | – (annullata) | Foggia | Stadio Francesco Sanchirico |

| Sorrento 22 marzo 2020 28ª giornata | Sorrento | – (annullata) | Foggia | Stadio Italia |

| Foggia 29 marzo 2020 29ª giornata | Foggia | – (annullata) | Fidelis Andria | Stadio Pino Zaccheria |

| Altamura 5 aprile 2020 30ª giornata | Team Altamura | – (annullata) | Foggia | Stadio Antonio D'Angelo |

| Foggia 9 aprile 2020 31ª giornata | Foggia | – (annullata) | Bitonto | Stadio Pino Zaccheria |

| Vallo della Lucania 19 aprile 2020 32ª giornata | Gelbison | – (annullata) | Foggia | Stadio Giovanni Morra |

| Foggia 26 aprile 2020 33ª giornata | Foggia | – (annullata) | FC Francavilla | Stadio Pino Zaccheria |

| Santa Maria Capua Vetere 3 maggio 2020 34ª giornata | Gladiator | – (annullata) | Foggia | Stadio Mario Piccirillo |

### Coppa Italia Serie D
| Arbitro: | Rizzello (Casarano) |

|  |           |                 |
|  | Marcatori | 90+6’ Iadaresta |

| Arbitro: | Gregoris (Pescara) |

|                                      |                      |                                       |
| Gentile Iadaresta Russo Cannas Gemmi | Tiri di rigore 4 – 3 | Danucci Mengoli Camara Aquaro Calemme |

| Arbitro: | Mastrodomenico (Policoro) |

|                                       |           |                 |
| Gentile 11’ Salines 15’ Iadaresta 58’ | Marcatori | 22’ Kyeremateng |

| Arbitro: | Bracaccini (Macerata) |

|                                 |           |           |
| Anelli 7’ Gentile 30’ Russo 51’ | Marcatori | 73’ Longo |

| Arbitro: | Di Cicco (Lanciano) |

|                                      |           |  |
| Gentile 25’ (rig.) Gerbaudo 45’, 51’ | Marcatori |  |

| Arbitro: | Vergaro (Bari) |

|                                         |                      |                                  |
| Prinari 7’                              | Marcatori            | 42’ Russo                        |
| Cavaliere Bernardini Díaz Corvino Ganci | Tiri di rigore 5 – 3 | Gentile Cannas Di Jenno Gerbaudo |

## Statistiche

### Statistiche di squadra
| Competizione         | M.Pt | Punti | In casa | In casa | In casa | In casa | In casa | In casa | In trasferta | In trasferta | In trasferta | In trasferta | In trasferta | In trasferta | Totale | Totale | Totale | Totale | Totale | Totale | DR  |
| Competizione         | M.Pt | Punti | G       | V       | N       | P       | Gf      | Gs      | G            | V            | N            | P            | Gf           | Gs           | G      | V      | N      | P      | Gf     | Gs     | DR  |
| -------------------- | ---- | ----- | ------- | ------- | ------- | ------- | ------- | ------- | ------------ | ------------ | ------------ | ------------ | ------------ | ------------ | ------ | ------ | ------ | ------ | ------ | ------ | --- |
| Serie D              | 2,07 | 54    | 14      | 10      | 3       | 1       | 24      | 10      | 12           | 6            | 3            | 3            | 9            | 6            | 26     | 16     | 6      | 4      | 33     | 16     | +17 |
| Coppa Italia Serie D | -    | -     | 4       | 3       | 1       | 0       | 9       | 2       | 2            | 1            | 1            | 0            | 2            | 1            | 6      | 4      | 1      | 1      | 11     | 3      | +8  |
| Totale               | 2,07 | 54    | 18      | 13      | 4       | 1       | 33      | 12      | 14           | 7            | 4            | 3            | 11           | 7            | 32     | 20     | 7      | 5      | 44     | 19     | +25 |

### Andamento in campionato
| Giornata  | 1  | 2 | 3 | 4 | 5 | 6 | 7 | 8 | 9 | 10 | 11 | 12 | 13 | 14 | 15 | 16 | 17 | 18 | 19 | 20 | 21 | 22 | 23 | 24 | 25 | 26 | 27 | 28 | 29 | 30 | 31 | 32 | 33 | 34 |
| --------- | -- | - | - | - | - | - | - | - | - | -- | -- | -- | -- | -- | -- | -- | -- | -- | -- | -- | -- | -- | -- | -- | -- | -- | -- | -- | -- | -- | -- | -- | -- | -- |
| Luogo     | T  | C | T | C | T | C | T | C | T | C  | C  | T  | C  | T  | C  | T  | C  | C  | T  | C  | T  | C  | T  | C  | T  | C  | T  | T  | C  | T  | C  | T  | C  | T  |
| Risultato | P  | V | V | N | V | V | N | N | V | V  | P  | V  | V  | N  | V  | V  | V  | N  | N  | V  | P  | V  | V  | V  | P  | V  | –  | –  | –  | –  | –  | –  | –  | –  |
| Posizione | 14 | 7 | 5 | 8 | 4 | 1 | 2 | 4 | 3 | 2  | 2  | 2  | 2  | 2  | 2  | 2  | 2  | 2  | 2  | 2  | 3  | 2  | 2  | 2  | 2  | 1  | –  | –  | –  | –  | –  | –  | –  | –  |

Legenda:

Luogo: C = Casa; T = Trasferta. Risultato: V = Vittoria; N = Pareggio; P = Sconfitta.